# Axinodon redondoensis
Axinodon redondoensis is een tweekleppigensoort uit de familie van de Thyasiridae. De wetenschappelijke naam van de soort is voor het eerst geldig gepubliceerd in 1941 door T. Burch.